# 자유의 언덕
《자유의 언덕》은 2014년에 개봉한 대한민국의 영화이다.

## 줄거리
일본어 교사 모리는 몇 년 전 사랑에 빠졌던 한국인 권 씨를 찾아 서울특별시에 도착한다. 모리는 고요한 분위기와 역사적 배경을 지닌 도시 중심부의 북촌 한옥마을에 도착한다. 권 씨를 만날 기회를 바라며 그녀의 옛집 근처 게스트하우스에 묵게 되고, 나이 든 주인 구옥과 가난하지만 사교적인 조카 상원과 친해진다. 모리는 영선이 운영하는 지역 카페 '자유의 언덕'을 자주 드나들며 권 씨에게 편지를 쓴다. 그러던 중 영선에게 남자친구가 있음에도 불구하고 그녀와 모리는 연인이 된다.

## 캐스팅
- 카세 료 : 모리 역
- 문소리 : 영선 역
- 서영화 : 권 역
- 김의성 : 상원 역
- 윤여정 : 구옥 역
- 기주봉 : 병주 역
- 이민우 : 광현 역
- 정은채 : 남희 역
- 도수천 : 외국인 역
- 정용진 : 염구 역
- 나혜진 : 종업원 역
- 김민재 : 직원 역